# 영양효모

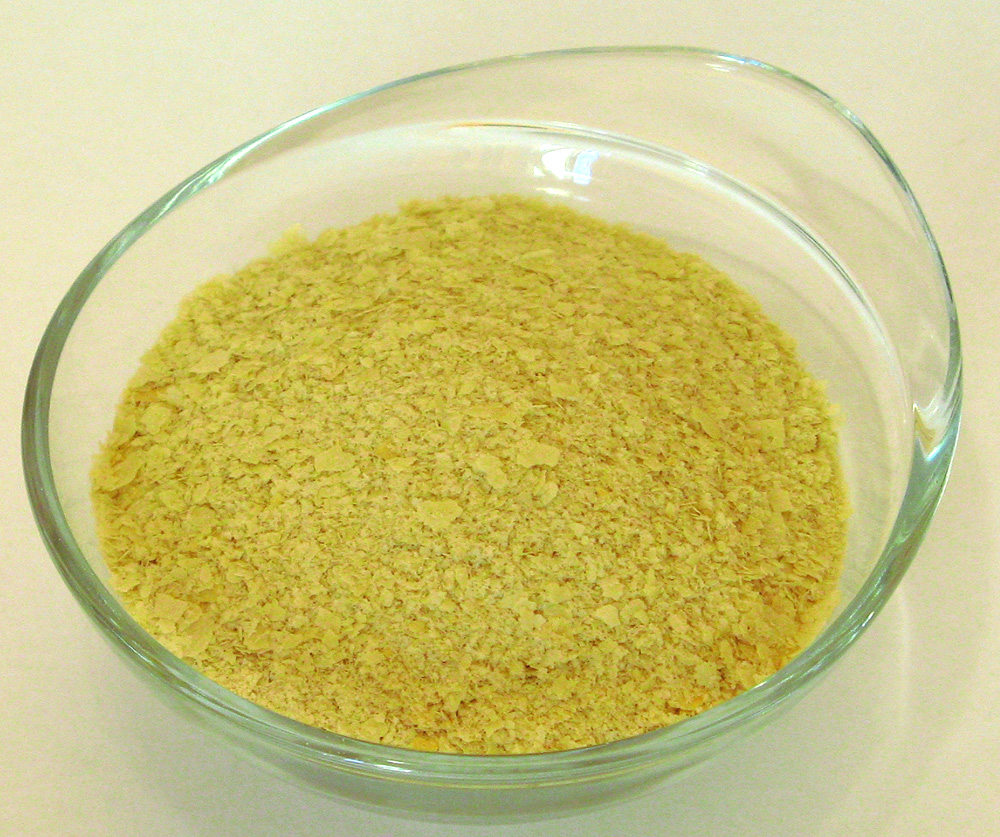
영양효모

영양효모(營養酵母, nutritional yeast)는 건강한 식습관을 유지하기 위해 권장되는 건강식품 중 하나로, 비활성화된 효모이다. 주로 사카로미케스 케레비시아이(Saccharomyces cerevisiae) 종류의 효모로 만들어지며, 비타민B군과 미네랄 등 다양한 영양소를 함유하고 있다. 비건·채식주의자들에게 치즈 대체품으로 인기가 있으며, 맛이 좋고 영양소가 풍부하다는 장점이 있다.

영양효모는 글루텐프리 제품으로, 글루텐에 민감한 사람들도 안심하고 섭취할 수 있다. 또한, 천연 재료로 만들어져 있어 인공 첨가물이나 감미료 등이 들어가지 않아 건강한 식재료로 인식되어 판매되고 있다.

맥주효모와도 비교적 유사한 영양성분을 가지고 있지만, 일부 차이가 있다. 맥주효모와 영양효모 모두 여러 비타민B군과 미네랄을 함유하고 있어 건강한 식품으로 알려져 있다. 그러나, 맥주효모는 쓴 맛이 강하고 특이한 냄새가 나는 반면 영양효모는 고소하고 부드러운 맛과 향이 나기 때문에 더 많은 음식에 적용할 수 있다. 또한, 맥주효모는 글루텐을 함유하고 있어 글루텐 알러지가 있는 사람들은 섭취에 주의해야 하지만, 영양효모는 글루텐프리 제품이기 때문에 글루텐 알러지가 있는 사람들도 안전하게 섭취할 수 있다.

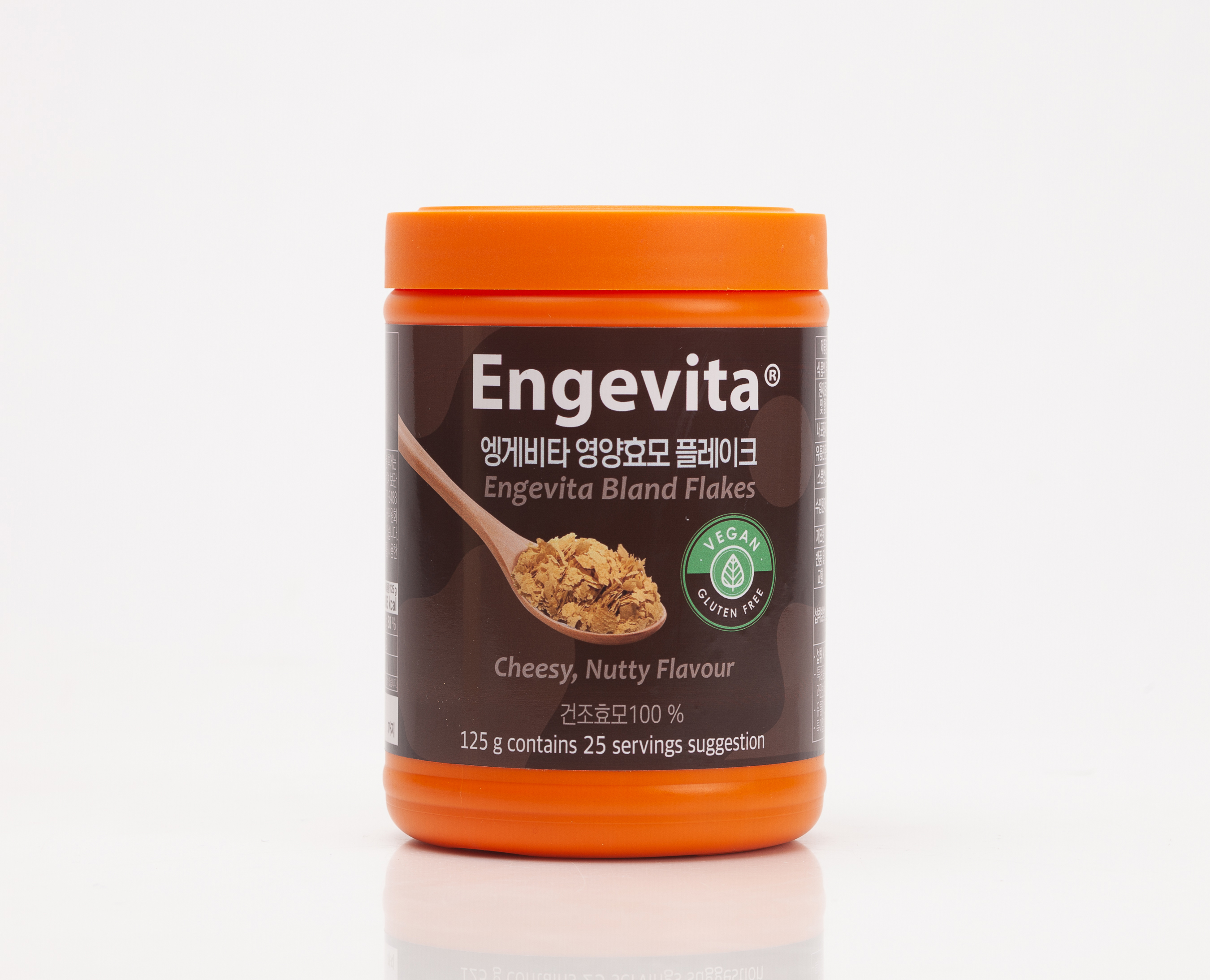
엥게비타 영양효모 플레이크 125g

한국에 유일하게 정식수입되어 유통되고 있는 제품은 "엥게비타 영양효모 플레이크 (Engevita Bland Flakes)"이다. 엥게비타 영양효모는 Lallemand社가 만든 프리미엄 효모 브랜드이다. Lallemand社는 1950년부터 영양효모(뉴트리셔널 이스트)를 만들어 온 전통 있는 회사로, 전 세계 45개국에서 원료를 연구 및 개발, 제조하고 있다.

## 같이 보기
- 빵효모
- 양조효모